# Liga Premier de Maldivas 2016
La Liga Premier de las Maldivas 2016 es la segunda temporada de la Liga Premier de Maldivas, la máxima división del fútbol en Maldivas. La temporada comenzó el 19 de abril de 2016. 

## Equipos
Un total de 8 equipos participan en la liga, 7 de la temporada 2015 y uno promovido de la Segunda División de Maldivas 2015.

### Ubicación de los equipos
Nota: Los equipos están ordenados de manera alfabética.
| Equipo         | Distrito      |
| -------------- | ------------- |
| BG Sports Club | Maafannu      |
| Eagles         | Maafannu      |
| Valencia       | Machchangolhi |
| Maziya         | West Maafannu |
| New Radiant    | Henveiru      |
| TC Sports Club | Henveiru      |
| United Victory | Galolhu       |
| Victory        | Galolhu       |

### Estadios
Todos los partidos son jugados en un estadio; el Estadio Nacional de Fútbol de Maldivas con una capacidad para 11.850 espectadores.

## Tabla de posiciones
| Pos | Equipo         | PJ | PG | PE | PP | GF | GC | Dif | Pts |
| --- | -------------- | -- | -- | -- | -- | -- | -- | --- | --- |
| 01. | Maziya S&RC    | 9  | 6  | 2  | 1  | 15 | 10 | +5  | 20  |
| 02. | Club Eagles    | 9  | 4  | 5  | 0  | 10 | 04 | +6  | 17  |
| 03. | TC Sports Club | 9  | 4  | 2  | 3  | 18 | 13 | +5  | 14  |
| 04. | New Radiant    | 9  | 3  | 4  | 2  | 09 | 06 | +3  | 13  |
| 05. | United Victory | 9  | 3  | 4  | 2  | 11 | 10 | +1  | 13  |
| 06. | Club Valencia  | 9  | 3  | 3  | 3  | 11 | 08 | +3  | 12  |
| 07. | Victory SC     | 9  | 1  | 1  | 7  | 06 | 18 | -12 | 4   |
| 08. | BG Sports Club | 9  | 0  | 3  | 6  | 02 | 13 | −11 | 3   |

Pts = Puntos; PJ = Partidos jugados; G = Partidos ganados; E = Partidos empatados; P = Partidos perdidos; GF = Goles anotados; GC = Goles recibidos; Dif = Diferencia de goles

(C) = Campeón.

Fuente:
|  | Copa AFC 2017 (Fase de grupos)                  |
|  | Copa AFC 2017 (Play-off)                        |
|  | Descenso a la Segunda División de Maldivas 2017 |

## Play-Off 2016
|  | Local | vs. | Visita |  |  |